# المنهورشت/لایشتنهاگن
المنهورشت/لایشتنهاگن (به آلمانی: Elmenhorst/Lichtenhagen) یک شهر در آلمان است که در Rostock District واقع شده‌است. المنهورشت/لایشتنهاگن ۴٬۲۴۳ نفر جمعیت دارد.